# KCNE1
KCNE1（potassium voltage-gated channel subfamily E member 1）は、ヒトではKCNE1遺伝子によってコードされているタンパク質である。
電位依存性カリウムチャネル（Kv）は、機能と構造のどちらの面でも最も複雑な電位依存性イオンチャネルである。これらのチャネルが有する多様な機能には、神経伝達物質の放出、心拍、インスリン分泌、神経の興奮、上皮における電解質の輸送、平滑筋の収縮、細胞の体積の調節が含まれる。
KCNE1は、Kvチャネルの補助サブユニットであるβサブユニットのKCNEファミリーに属する5種類のメンバーのうちの1つであり、minK（minimal potassium channel subunit）という名称でも知られている。

## 機能
KCNE1は、心臓や上皮に発現しているKvチャネルαサブユニットであるKCNQ1を調節する役割が主に知られている。KCNQ1とKCNE1はヒト心室の心筋細胞で複合体を形成し、緩徐活性型のK+電流であるIKsを生み出す。急速活性型のK+電流であるIKrとともに、IKsはヒト心室の再分極に重要である。KCNQ1は多くの種類の上皮組織の正常な機能にも必要不可欠であるが、これら非興奮性細胞においては主にKCNE2またはKCNE3によって調節されていると考えられている。
ツメガエル卵母細胞へ注入した際に緩徐活性型の電位依存的カリウム選択性電流を生み出すラット腎臓由来RNA断片の単離を通じて、KCNE1は発見された。このとき発見されたKCNE1遺伝子は、N末端が細胞外に位置しC末端が細胞質基質に位置する1回膜貫通タンパク質がコードされていると予測された。この単純な一次構造とトポロジーは、2年前にクローニングされていたショウジョウバエShaker遺伝子など他の既知のKvαサブユニットが6回膜貫通ドメインを有するのとは対照的であり、KCNE1がこうした電流を生み出すという発見は混乱をもたらすものとなった。その後KCNQ1がクローニングされ、KCNE1と共集合することが明らかにされたことで、この謎は解かれた。ツメガエル卵母細胞ではKCNQ1が内在的に発現しており、RNAの注入によるKCNE1の外因的発現によってKCNQ1がアップレギュレーションされ、特徴的な緩徐活性型の電流が生み出されていることが示されたのである。
KCNE1はKCNQ1の活性化速度を5–10倍緩徐にし、単位コンダクタンスを4倍高め、不活性化が起こらないようにする。KCNE1はKCNQファミリーの他のαサブユニットKCNQ4、KCNQ5も調節していることが報告されている。卵母細胞での発現研究では、KCNE1はこれら双方のピーク電流を高め、KCNQ5に関しては活性化を緩徐にすることが示されている。KCNE1は心室のIKrを生み出すKvαサブユニットであるhERGも調節する。哺乳類細胞でKCNE1とhERGを発現させた際にはhERGのピーク電流は2倍に高まるが、その機構は未解明である。
CHO細胞においてKv1.1αサブユニットと共発現した際にはKCNE1はチャネル機能に影響を及ぼさないが、N型不活性化（急速な不活性化）を行うKv1.4αサブユニットと共発現した際にはこのチャネルを小胞体/ゴルジ体にトラップする。KCNE1（とKCNE2）は、他の古典的N型KvαサブユニットであるKv3.3やKv3.4に対してもこうした作用を有する。この作用はホモマー構造のN型チャネルが細胞表面へ移行しないよう保証する機構の1つとなっているようであり、KCNE1やKCNE2によるこうした抑制様式は同じサブファミリーに属する遅延整流型（遅い不活性化を行う）αサブユニットの共発現によって緩和される。すなわち、Kv1.1はKv1.4をレスキューし、Kv3.1はKv3.4をレスキューする。いずれの場合も、結果として膜に形成されるチャネルはヘテロマー（Kv3.1-Kv3.4など）となり、不活性化速度は各αサブユニットのホモマー型チャネルの中間的なものとなる。
KCNE1はKv2.1、Kv3.1、Kv3.2のゲート機能の速度論的性質も調節する。これらのチャネルの活性化や脱活性化（deactivation）を緩徐にし、Kv3.1とKv3.2に関しては不活性化（inactivation）を加速する。卵母細胞においてKCNE1とKv4.2を共発現した際にはチャネル機能に影響は観察されないが、HEK細胞においてはKv4.3のゲート機能を緩徐にし巨視的電流の増大をもたらすことが明らかにされている。対照的に、CHO細胞において細胞質基質に位置する補助サブユニットであるKChIP2とKv4.3から形成されるチャネルでは活性化が速まり、KCNE1と共発現した際には不活性化に変化が生じる。また、ツメガエル卵母細胞においてKCNE1はKv12.2を阻害する。

## 構造
KCNE1によるKvチャネルの調節の構造的基盤に関する研究の大部分では、KCNQ1（KvLQT1）との相互作用に焦点が当てられている。KCNQ1-KCNE1複合体において、KCNE1の膜貫通ドメイン内の残基はKCNQ1の選択性フィルターに近接して位置している。KCNE1のC末端ドメイン、具体的にはアミノ酸73番から79番は、SGK1による緩徐活性型遅延整流カリウム電流の刺激に必要である。KCNQ1のS6ヘリックスとKCNE1との相互作用はアミノ酸残基の再配置をもたらし、このチャネルが有するベンゾジアゼピンL7やクロマノール（chromanol）293Bに対する親和性を高める。KCNE1はS6ヘリックスの不安定化に加えてS4-S5リンカー領域も不安定化し、このチャネルの活性化を緩徐にする。KCNE1とKCNQ1のストイキオメトリーに関してはさまざま議論があるが、IKsを担う細胞膜中の複合体は4個のKCNQ1サブユニットに対し2個のKCNE1サブユニットが結合したものであると考えられている。
KCNE1の膜貫通セグメントは、膜環境ではαヘリックスを形成する。KCNE1の膜貫通セグメントは、KCNQ1のポア形成領域（S5/S6）、そしてS4と相互作用することが示唆されている。KCNE1はKCNQ1のポアドメインの外側部分に結合し、この位置から"activation cleft"と呼ばれる位置へ滑り込むことで電流を高めている可能性がある。
KCNE1はKCNQ1の活性化を数倍緩徐にするが、その基盤となっている正確な機構に関しては現在も議論がある。部位特異的蛍光法やゲート電流の測定によってKCNQ1の電位センサーの動きをモニタリングした研究では、KCNE1はゲート電流が測定不可能になるほどS4の動きを緩徐にすることが明らかにされている。蛍光法による測定では、詳細な研究がなされているショウジョウバエのShakerチャネルと比較して、KCNQ1-KCNE1チャネルのS4の動きは30倍緩徐であることが示されている。KCNE1は膜の脱分極に伴ってS4の動きを緩徐にするか、もしくは特定の膜電位でのS4の平衡を変化させることが明らかにされている。また、ホモマー型KCNQ1チャネルでは1つのS4セグメントの動きのみでチャネルは開くのに対し、KCNQ1-KCNE1チャネルでは4つ全てのS4セグメントが活性化された後にのみチャネルが開くと推測されている。KCNE1の細胞内C末端ドメインは、KCNQ1がS4の状態をポアへ伝達し活性化を制御するために重要な領域である、S4-S5リンカーの動きを制限していると考えられている。

## 組織分布
ヒトの心臓ではKCNE1は心房と心室に発現しているのに対し、成体マウスの心臓では心房または刺激伝導系に限定されているようである。KCNE1は内耳や腎臓にも発現している。KCNE1はマウスの脳にも検出されているが、この発見は未だ議論の的となっている。

## 臨床的意義
遺伝性または孤発性のKCNE1遺伝子変異は、ロマノ・ワード症候群（ヘテロ接合型の場合）やジャーベル・ランゲニールセン症候群（ホモ接合型の場合）の原因となる場合がある。これらの症候群はどちらも、QT延長症候群（心室の再分極の遅延）によって特徴づけられる。さらに、ジャーベル・ランゲニールセン症候群の場合には両側性感音難聴を伴う。KCNE1タンパク質のD76N変異ではKCNQ1/KCNE1複合体の構造的変化のためにQT延長症候群が引き起こされ、この変異を有する人にはストレスや激しい運動など、不整脈やQT間隔延長の引き金となる因子を避けることが推奨される。
KCNE1の機能喪失変異はQT延長症候群の原因となるが、KCNE1の機能獲得変異は若年発症型の心房細動と関連している。KCNE1の一般的多型の1つであるS38Gは孤立性心房細動や術後心房細動の素因の変化と関連している。肺葉切除術後心房細動のブタモデルでは、心房におけるKCNE1の発現がダウンレギュレーションされていることが示されている。
32種類のKCNE1バリアントの解析では、KCNE1の機能喪失をもたらすことが推定もしくは確認されているバリアントがQT延長の素因となることが示されている。一方で心電図検査で確認される疾患浸透率は低く、大部分の人では臨床症状をもたらすものではないことが示唆されている。このことは、KCNE1変異を原因とする2型ジャーベル・ランゲニールセン症候群患者の表現型が軽度であることとも一致する。

## 関連文献
- “Molecular cloning and sequence analysis of human genomic DNA encoding a novel membrane protein which exhibits a slowly activating potassium channel activity”. Biochemical and Biophysical Research Communications 161 (1):  176–81. (May 1989). doi:10.1016/0006-291X(89)91577-5. PMID 2730656.
- “Gene assignment by polymerase chain reaction: localization of the human potassium channel IsK gene to the Down's syndrome region of chromosome 21q22.1-q22.2”. Gene 159 (2):  273–5. (Jul 1995). doi:10.1016/0378-1119(95)00102-C. PMID 7622063.
- “Polymorphism of the gene encoding a human minimal potassium ion channel (minK)”. Gene 151 (1–2):  339–40. (Dec 1994). doi:10.1016/0378-1119(94)90685-8. PMID 7828904.
- “A novel mutation in the potassium channel gene KVLQT1 causes the Jervell and Lange-Nielsen cardioauditory syndrome”. Nature Genetics 15 (2):  186–9. (Feb 1997). doi:10.1038/ng0297-186. PMID 9020846.
- “Properties of KvLQT1 K+ channel mutations in Romano-Ward and Jervell and Lange-Nielsen inherited cardiac arrhythmias”. The EMBO Journal 16 (17):  5472–9. (Sep 1997). doi:10.1093/emboj/16.17.5472. PMC 1170178. PMID 9312006.
- “IsK and KvLQT1: mutation in either of the two subunits of the slow component of the delayed rectifier potassium channel can cause Jervell and Lange-Nielsen syndrome”. Human Molecular Genetics 6 (12):  2179–85. (Nov 1997). doi:10.1093/hmg/6.12.2179. PMID 9328483.
- “KCNE1 mutations cause jervell and Lange-Nielsen syndrome”. Nature Genetics 17 (3):  267–8. (Nov 1997). doi:10.1038/ng1197-267. PMID 9354783.
- “Mutations in the hminK gene cause long QT syndrome and suppress IKs function”. Nature Genetics 17 (3):  338–40. (Nov 1997). doi:10.1038/ng1197-338. PMID 9354802.
- “Mutation of the gene for IsK associated with both Jervell and Lange-Nielsen and Romano-Ward forms of Long-QT syndrome”. Circulation 97 (2):  142–6. (Jan 1998). doi:10.1161/01.cir.97.2.142. PMID 9445165.
- “Cellular dysfunction of LQT5-minK mutants: abnormalities of IKs, IKr and trafficking in long QT syndrome”. Human Molecular Genetics 8 (8):  1499–507. (Aug 1999). doi:10.1093/hmg/8.8.1499. PMID 10400998.
- “Spectrum of mutations in long-QT syndrome genes. KVLQT1, HERG, SCN5A, KCNE1, and KCNE2”. Circulation 102 (10):  1178–85. (Sep 2000). doi:10.1161/01.cir.102.10.1178. PMID 10973849.
- “Structural determinants of KvLQT1 control by the KCNE family of proteins”. The Journal of Biological Chemistry 276 (9):  6439–44. (Mar 2001). doi:10.1074/jbc.M010713200. PMID 11104781.
- “A novel long-QT 5 gene mutation in the C-terminus (V109I) is associated with a mild phenotype”. Journal of Molecular Medicine 79 (9):  504–9. (Sep 2001). doi:10.1007/s001090100249. PMID 11692163.
- “Specific interaction of the potassium channel beta-subunit minK with the sarcomeric protein T-cap suggests a T-tubule-myofibril linking system”. Journal of Molecular Biology 313 (4):  775–84. (Nov 2001). doi:10.1006/jmbi.2001.5053. PMID 11697903.